# Safy Boutella
Safy Boutella (en árabe: صافي بوتيلا‎)‎ (Pirmasens, Alemania, 6 de enero de 1950) es un compositor, arreglador, músico y realizador argelino, con una licenciatura por la Berklee College of Music de Boston. Se le debe los álbumes Kutché, con Cheb Khaled, coproducido por Safy Boutella y Martin Meissonnier, y el de jazz Mejnoun, más de setenta partituras y la producción de cinco frescos musicales. Es padre de la actriz Sofia Boutella.

## Biografía
Inmerso en la música tradicional argelina, Safy ha explorado muchos caminos para crear su propio universo. En 1981, de regreso de EE. UU., dio varios conciertos "clandestinos" en Argelia, desarrollando una música basada en ritmos compuestos y en la fusión de sonidos del norte de África, orientales y occidentales, del pasado y del presente.
En 1986, sale al mercado el álbum Kutché, con Cheb Khaled, coproducido con Martin Meissonnier; y, para lo cual también firma los arreglos. Kutche será el precursor de la rai de los años 1990, estableciendo las reglas: recurrir a estándares tradicionales (especialmente la de 1950s) mediante la adición de tonos con connotaciones de jazz, occidental y orquestal. El álbum se clasificará entre los 100 mejores álbumes del siglo (44.º lugar) por Le Monde y la Fnac.
En 1992, sale su álbum Mejnoun siendo saludado por la crítica como uno de los diez mejores álbumes del año. Ese álbum inspiró e inició a muchos músicos; y, lo llevó a Argelia, Francia, EE. UU. y Canadá durante una gira entre 1992 y 1996.
En julio de 2007, celebró sus treinta años de música en el concierto ZARBOT, el nombre de la parte superior que continúa lanzando, como él, los niños de la Casba de Argel. Con más de cuarenta músicos en el escenario, incluido un conjunto de veinte cuerdas, invitados de prestigio que testifican sus colaboraciones como arreglista de Cheb Khaled, Djamel Allam, Abdy o el cantante de ópera.Fadela Chebab... brillando en el cielo del "Teatro Verde de Argel".
En 2010, fue contactado por el festival Mawazine para revisitar el repertorio del mítico grupo marroquí de la década de 1970, Nass El Ghiwane. Así, se sumerge en un universo poderoso y denso, el de ghiwane, estos narradores de la vida cotidiana y los males de los pueblos. Una vez más, el sonido furioso y sedoso del artista surge en el escenario en el verano de 2011 para un concierto memorable en el que llora la singularidad del Magreb.
En 2012, es invitado por el Festival de cine Doha Tribeca, en Catar, actuando con sus músicos en la ceremonia de premiación de las películas en competencia.
Mientras tanto, desde la década de 1980, es autor de más de setenta películas musicales, colaborando en el cine argelino, francés, inglés, italiano ... Le debemos la música de la película Automne, Octobre à Alger, sobre los disturbios de 1988. Película de Malik Lakdhar-Hamina que todavía no se lanzó en Argelia. También colaboró con Rachid Bouchareb para la música de las películas Little Senegal, Poussières de vie, Cheb, o con Merzak Allouache para Salut Cousin. La música del filme de Christophe Ruggia Le Gone du Chaâba fue otra de sus múltiples contribuciones. También ha sido el comediante principal en varias películas, incluyendo "Layla, mi razón" para Taïeb Louhichi o La Nuit du crime del realizador marroquí Nabyl Lahlou.
Safy también ha concebido, compuesto y dirigido espectáculos grandiosos (algunos de los cuales son el resultado de un largo trabajo con los Tuaregs): Rêve Bleu en 1988, La Source en 2001 frente a una audiencia de 90.000 personas en el Estadio Olímpico, el 5 de julio, en Argel; o "Watani" en 2002, un fresco histórico también presentado en el mismo estadio y transmitido en vivo por la Televisión Argelina con motivo del cuadragésimo aniversario de la independencia de Argelia.

## Vida personal
Safy es el padre de la bailarina y actriz Sofia Boutella: bailarina atípica de hip-hop y musa de Nike desde 2005, bailó para Madonna durante las giras Confession Tour en 2006 y Sticky & Sweet Tour en 2008; y, para Michael Jackson en 2009. Ha protagonizado varias películas internacionales como Kingsman, en: Services secrets (2015), Star Trek: Sans limites (2016); La Momie (2017).

## Discografía
Su discografía incluye:
Álbumes
- 1988 : Kutché, con Khaled
- 1992 : Mejnoun
- 1992 : BOF Automne, octobre à Alger
- 1994 : BOF Poussières de vie
- 1997 : BOF Salut cousin !
- 2001 : BOF Room to Rent
- 2001 : BOF Little Senegal
- 2004 : BOF Le pain nu
- 2007 : Zarbot'
- 2008 : caja de quince CD y un DVD, en 30 años de carrera musical
- 2010 : Furusiyya
- 2014 : BOF Fadhma N'Soumer
- 2018: Taous Arhab

arreglos y producciones para :
- 1988 : Yabeit de Amel Wahby
- 2000 : Gouraya de Djamel Allam
- 2000 : El Layali de Nawal Zoghbi
- 2000 : Galbi de Abdy

## Filmografía
Más de setenta músicas de películas.
- 2014 Fadhma N'Soumer. Filme de Belkacem Hadjadj.
- 2013 L'Héroine. Filme de Chérif Aggoune
- 2012 Margelle. Mediometraje de Omar Mouldouira
- 2010 La cinquième corde. Filme de Selma Bargach
- 2008 Pas si simple. Filme Tv de Rachida Krim
- 2008 Mostefa Benboulaïd de Ahmed Rachedi
- 2007 Ayrouan. Filme de Brahim Tsaki
- 2007 Il faut sauver Saïd. Filme Tv de Didier Grousset
- 2006 Le retour. Serie Tv 13 episodios de Dahmane Ouzid
- 2005 Permis d'aimer. Filme Tv de Rachida Krim
- 2004 Le pain nu. Filme de Rachid Benhadj
- 2004 10 millions de centimes. Filme de Bachir Derraïs
- 2001 Little Senegal. Filme de Rachid Bouchareb
- 2000 Room to rent. Filme de Khaled El Hagar
- 2000 Histoires d’huîtres. Documental de Marie-Dominique Montel
- 1999 Mirka. Filme de  Rachid Benhadj
- 1998 Jacques Chardonne. Documental de Marie-Dominique Montel
- 1997 Les oranges. Pieza de teatro de Aziz Chouaki
- 1997 Conan Doyle. Documental de Marie-Dominique Montel
- 1997 L’arbre des destins suspendus. Filme de Tv de  Rachid Benhadj
- 1997 Salut cousin! Filme de Merzak Allouache
- 1996 Trouble fête. Filme de Tv de Pierre Lary
- 1996 D’amour et d’eau salée. Filme de Tv de Edwin Baily
- 1996 Lawrence d’Arabie. Documental de Marie-Dominique Montel
- 1996 Le Gone du Chaâba Filme de Christophe Ruggia
- 1996 Les Sœurs Hamlet de Abdelkrim Bahloul
- 1995 Un taxi pour Aouzou. Mediometraje de Issa Serge Coelo
- 1995 La berlinoise. Cortometraje de Michel le Thomas
- 1995 L’instit. Filme de Tv de Pierre Lary
- 1995 Le mouton noir. Filme de Francis de Guetz
- 1995 Le paradis des infidèles. Mediometraje de A. Kabbouche
- 1994 La contredanse. Cortometraje de Omar Ladgham
- 1994 Poussières de vie. Filme de Rachid Bouchareb
- 1993 Cheb. Filme de Rachid Bouchareb
- 1993 Femmes d’islam. Documental de Yamina Benguigui
- 1992 Automne, octobre à alger. Filme de Malik Lakdhar-Hamina
- 1989 Histoire d’une rencontre. Filme de Brahim Tsaki
- 1989 Cœur nomade. Film de Fitouri Belhiba
- 1989 La nuit de la décennie. Filme de Brahim Babï
- 1984 Chambre 28. Serie de tres filmes de Malek Bouguermouh, Madani Merabi,  Rachid Benhadj
- 1983 L’affiche. Filme de Djamel Fezzaz
- 1982 Contes pour enfants. Emisión de TV de Sadek Kebir & Cherif Mourah
- 1982 La clé épileptique. Serie de 7 mediometrajes de  Rachid Benhadj, Cherif Mourah, Belkacem Hadjadj, Mustapha Lamri, Cherif Begga, Madami Merabi & Malek Bouguermouh
- 1982 La grande tentative. Filme de Djamel Fezzaz
- 1982 Le Refus. Pieza de teatro regional de Constantine
- 1981 Essilane. Serie de TV de once episodios de Ahmed Rachedi
- 1980 Le bouchon. Filme de Belkacem Hadjadj
- 1980 L’attente. Serie de cortometrajes de Belkacem Hadjadj
- 1980 Le chemin de fer en Algérie. Documental de Dahmane Ouzid
- 1980 Faits divers. Serie de filmes de B. Boutmene et Dahmane Ouzid
- 1979 Les moineaux d’Algérie. Filme de Tayeb Mefti

## Anexos